# Paweł Sibik
Paweł Sibik, född 15 februari 1971 i Niemcza, är en före detta polsk professionell fotbollsspelare.
Han spelade bland annat för klubbarna Odra Wodzisław Śląski, Ruch Chorzów, Apollon Limassol och Podbeskidzie Bielsko-Biała.
Sibik spelade tre matcher i Polens herrlandslag i fotboll under 2002 varav 1 match i fotbolls-VM.

### Fotnoter
1. 1 2  ”Paweł Sibik” (på polska). 90minut.pl. http://www.90minut.pl/kariera.php?id=1887. Läst 19 april 2015.
2. ↑  ”Paweł Sibik” (på engelska). scoresway.com. Arkiverad från originalet den 30 oktober 2014. https://web.archive.org/web/20141030000151/http://www.scoresway.com/?sport=soccer. Läst 19 april 2015.
3. ↑  ”Pawel Sibik” (på engelska). BBC.Sport. 20 maj 2002. http://news.bbc.co.uk/sport3/worldcup2002/hi/team_pages/poland/squad/newsid_1958000/1958658.stm. Läst 19 april 2015.